# Luau (dal)
A Luau a Beach Boys egyik dala, Bruce Morgan szerzeménye. Először a legelső Beach Boys kislemez a Surfin' B-oldalaként jelent meg, viszont hivatalosan egyetlen Beach Boys nagylemezen sem jelent meg. A dal elveszett az archívumból, míg végül 1991-ben találták meg és adták ki a Beach Boys Lost & Found (1961–62) válogatás albumán.

## Zenészek
- Al Jardine – vokál
- Mike Love – vokál
- Brian Wilson – vokál, dobok
- Carl Wilson – gitár, vokál
- Dennis Wilson – vokál

## Fordítás
- Ez a szócikk részben vagy egészben  a   Luau (song) című angol Wikipédia-szócikk fordításán alapul.  Az eredeti cikk szerkesztőit annak laptörténete sorolja fel. Ez a jelzés csupán a megfogalmazás eredetét és a szerzői jogokat jelzi, nem szolgál a cikkben szereplő információk forrásmegjelöléseként.